# Ernst Middendorf
Ernst W. Middendorf (Keilhau, Turingia, 31 de diciembre de 1830 - Colombo, Ceilán, 6 de febrero de 1908) fue un médico, antropólogo y viajero alemán, que radicó varios años en Perú. Entre 1885 y 1888 se dedicó a viajar por Perú y Bolivia haciendo estudios y recopilando datos sobre su geografía, historia y cultura, que luego plasmó en obras extensas que escribió en Alemania. Es considerado como uno de los precursores de la arqueología científica del Perú; entre otros trabajos hizo una temprana descripción del sitio arqueológico de Chavín de Huántar, un estudio y traducción del drama Ollantay, así como estudios lingüísticos del mochica y el quechua. En memoria suya el museo de sitio ubicado en el interior del zoológico «Parque de las Leyendas» del distrito de San Miguel, Lima, Perú, lleva su nombre.

## Biografía
Hijo de Johann Wilhelm Middendorf y Albertine Fröebel. Según parece estudió en la Universidad de Jena, y optó en ella el título de médico, lo que debió ocurrir después de 1848. Animado por una romántica atracción por los países lejanos, salió de Hamburgo en 1854 en viaje a los mares australes. Después de visitar Australia y Chile, pasó al Perú y se estableció en Arica en 1855 como médico de una empresa norteamericana encargada de la ejecución de obras públicas. 
Retornó a Alemania en 1862 para efectuar estudios antropológicos. Volvió al Perú en 1865 y se avecindó en Lima, donde decidió ejercer su profesión médica, inscribiendo su título en la Facultad de Medicina de la Universidad de San Marcos. Su ejercicio profesional tuvo tanta fortuna que los presidentes Mariano Ignacio Prado y José Balta solicitaron sus servicios. 
En 1871 regresó una vez más a Alemania para arreglar la administración de sus bienes familiares y cumplir un programa de estudios lingüísticos y arqueológicos. Luego visitó Italia y España, y por tercera vez pasó al Perú, en 1876, pero en esta oportunidad declinó ejercer su profesión médica y se consagró por entero a completar un vasto estudio de la historia, la cultura tradicional y la realidad social del país. Al efecto, emprendió numerosos viajes a todo lo largo y ancho de la variada geografía del Perú. Estudió las ruinas de la costa peruana e hizo cuatro viajes de exploración arqueológica a la sierra. Y cuando decidió alejarse en 1888, lo hizo para llevar a cabo la paciente labor de redactar las obras a las cuales estaban destinadas sus largas y diligentes investigaciones. Pero emprendió otro viaje hacia el Extremo Oriente y murió en Ceilán.

## Obras principales
- 1890-92 Die einheimischen Sprachen Perus. 6 vols. Leipzig, F. A. Brockhaus. El título y contenido de cada uno de estos volúmenes es:
  - Vol. I. «Das runa-simi oder die Keshua-sprache wie sie gegenwärtin in der provinz Cuzco gesprochen wird». Leipzig, F. A. Brockhaus, 1890. VII, 339 pp. Estudio de la gramática quechua.
  - Vol. II. «Wörterbuch des Runa-Simi oder Keshua-Sprache». Leipzig, F. A. Brockhaus, 1890. VII, 857 pp. Vocabulario de la lengua quechua o runasimi.
  - Vol. III. «Ollanta, ein Drama der Keshua-Sprache übersetzt und mit Anmerkungen». Leipzig, F. A. Brockhaus, 1890. VI, 393 pp. Traducción y crítica histórico-literaria del drama Ollantay.
  - Vol. IV. «Dramatische und Lyrische Dichtungen der Keshua-Sprache, gesammelt und übersetzt mit erklärenden Anmerkungen». Leipzig, F. A. Brockhaus, 1891. IV, 316 pp. Compilación de poesías dramáticas y líricas quechuas.
  - Vol. V. «Die Aimara-Sprache». Leipzig, F. A. Brockhaus, 1891. VII, 306 pp. Estudio de la lengua aymara.
  - Vol. VI. «Die Muchik oder die Chimu-Sprache». Leipzig, F. A. Brockhaus, 1892. VII, 222 pp. Estudio de la lengua moche o mochica.
- 1893-95 Peru. Beobachtungen und Studien über des Land und seine Bewohner während eines 25-Jährigen Aufenthalts. 3 vols. Berlín, Robert Oppenheim (Gustav Schmidt). Ofrece una sobria y prolija imagen de la geografía y la historia, las realizaciones culturales y las costumbres del Perú. El título y contenido de cada uno de los volúmenes es:
  - Vol. I. «Lima». Berlín, 1893. 638 pp. Sobre Lima, la capital del Perú.
  - Vol. II. «Das Küstenland». Berlín, 1894. 424 pp. Sobre la costa peruana (provincias).
  - Vol. III. «Das Hochland von Peru». Berlín. 1895. 604 pp. Sobre la sierra peruana.

Ha sido editada por la Universidad de San Marcos (3 vols., 1973-1974) en versión española de Ernesto More, revisada por Federico Schwab.

## Precursor de la Arqueología Peruana
Middendorf hizo descripciones, dibujos y planos del sitio arqueológico de Chavín de Huántar, y fue el primero en reconocer las relaciones entre este centro —situado en la sierra peruana— y algunos sitios costeros como Moxeque y Chancaillo, planteando el concepto de una cultura Chavín que después retomó con éxito el arqueólogo peruano Julio C. Tello.